# علي بن موسى التبريزي
الميرزا علي بن موسى بن محمد شفيع الخراساني التبريزي (1277 هـ - 1330 هـ). هو رجل دين شيعي إيراني يُلقّب بلقب ثقة الإسلام؛ وله عدد من الكتب المتداولة والمعروفة في الأوساط الشيعية.

## مؤلفاته
| - مرآة الكتب. هو كتاب في سير وتراجم رجال الشيعة، مع ذكر كتبهم. - رسالة لالان. ذكر الطهراني عن هذا الكتاب: ”فارسية كتبت عن لسان طلاب الدستور إلى الروحانيين وحفاظ الثغور“. | - إيضاح الأنباء في تعيين مولد خاتم الأنبياء ومقتل سيد الشهداء. كتاب بالفارسية. ذكرها كحالة باسم «رسالة في اثبات يوم ميلاد الرسول صلى الله عليه وسلم». - ترجمة العتبى. ترجمة فارسية لكتاب العتبى. |

## مقتله

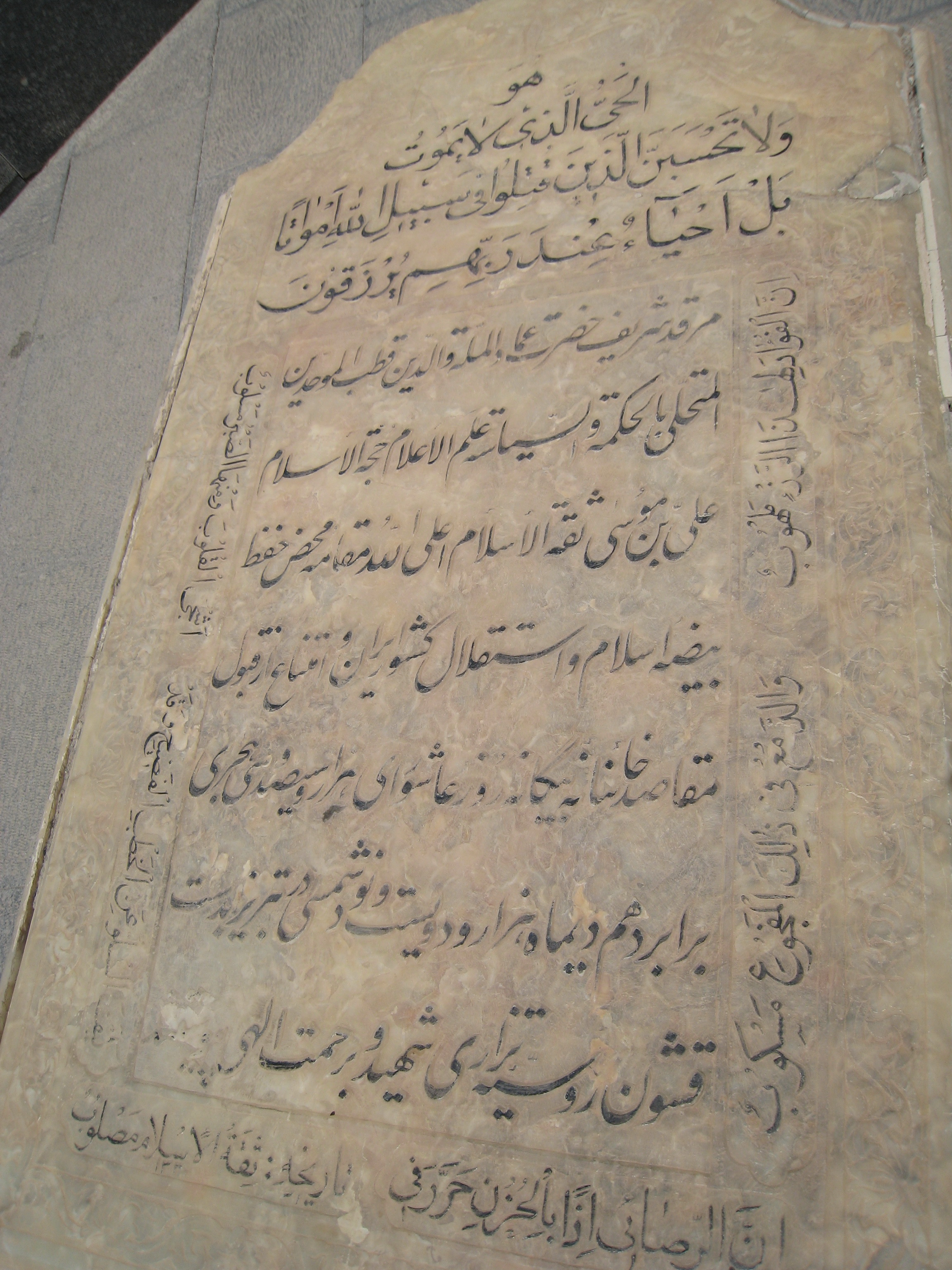
قبر التبريزي.

قتل صلباً يوم عاشوراء 1330 هـ عند احتلال الروس لتبريز، ودفن بمقبرة الشعراء المشهورة في تبريز.

### الكتب
- الذريعة إلى تصانيف الشيعة. آغا بزرگ الطهراني، طبع بيروت - لبنان، تاريخ الطبع مفقود، منشورات دار الأضواء.

### إشارات مرجعية
1. ↑  الطهراني، آغا بزرگ. الذريعة إلى تصانيف الشيعة - ج20. ص. 282. مؤرشف من الأصل في 2020-01-09.
2. ↑  الطهراني، آغا بزرگ. الذريعة إلى تصانيف الشيعة - ج18. ص. 268. مؤرشف من الأصل في 2020-01-09.
3. ↑  الطهراني، آغا بزرگ. الذريعة إلى تصانيف الشيعة - ج26. ص. 74. مؤرشف من الأصل في 2020-01-09.
4. ↑  معجم المؤلفين ج 7 - ص 232 (رابط) نسخة محفوظة 1 أغسطس 2020 على موقع واي باك مشين.
5. ↑  الطهراني، آغا بزرگ. الذريعة إلى تصانيف الشيعة - ج4. ص. 116. مؤرشف من الأصل في 2019-12-16.